# ゲオルク・ミッシュ

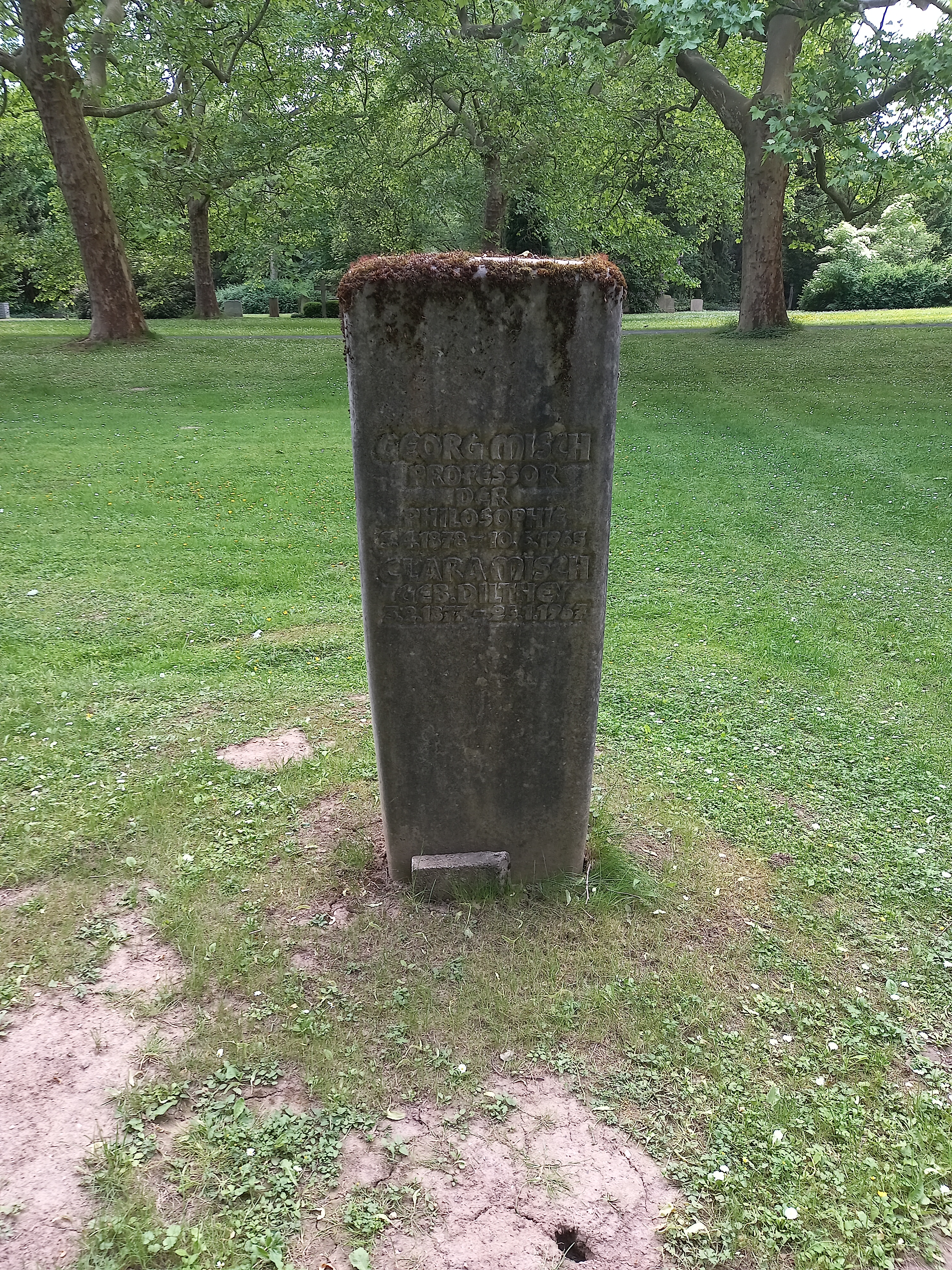
記念碑

ゲオルク・ミッシュ（Georg Misch, 1878年4月5日 - 1965年6月10日）は、ドイツの哲学者。
19世紀の代表的な哲学者、ヴィルヘルム・ディルタイの弟子で、同門のヘルマン・ノールが教育学畑の弟子を代表するのに対して、ミッシュは哲学畑での弟子。2人並んで、ゲッティンゲン大学の教授を務めていたこともある。
解釈学、生の哲学と現象学の仲介を果たすような立場で、哲学研究を行った（『生の哲学と現象学』）。ディルタイの信頼篤く、彼のお気に入りの娘クララ・ディルタイと結婚した。
ミッシュは、当初マールブルク大学の教授で、その後ゲッティンゲンに移った。1935年以降、ナチスの政権奪取の後では、彼がユダヤ系だったため、教授の職を追われ、1939年-1946年は、イギリスに亡命生活を送った。

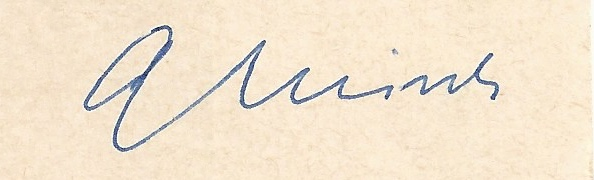
1959年時点でのゲオルグ・ミッシュの墓

彼は、有名な『自伝の歴史』（Geschichte der Autobiographie, 1907年-1969年）の著者としてその名を知られている。

## 著作
- Geschichte der Autobiographie, zwei Bände, Leipzig/Berlin 1907 (Bd. I 3. Aufl.1969, Bd. II 2. Aufl. 1955) - 「自叙伝の歴史」（古代メソポタミアからベンジャミン・フランクリンまでの自叙伝について人間の自己省察の歴史の中での変遷を哲学的に解釈したもの）
- Der Weg in die Philosophie, Leipzig 1926 (2. Aufl. 1950) - 「哲学への道」（哲学入門書）
- Lebensphilosophie und Phänomenologie. Eine Auseinandersetzung der Diltheyschen Richtung mit Heidegger und Husserl, Leipzip 1930 (3. Aufl. Stuttgart 1964)- 「生の哲学と現象学」（ディルタイの生の哲学がマルティン・ハイデッガー、エドムント・フッサールの方向性とどう対決するのかを論じたもの。ディルタイに代わり、現象学と生の哲学による解釈学の仲介として、エドムント・フッサールからの要請を受けて執筆されたもの。）